# Вітор Александер да Сілва
Вітор Александер да Сілва (порт. Victor Alexander da Silva), відоміший під прізвиськом Вітіньйо (порт. Vitinho, нар. 23 липня 1999, Белу-Оризонті) — бразильський футболіст, захисник клубу «Ботафогу». Виступав також за клуби «Крузейру», «Серкль» та «Бернлі». Чемпіон Бразилії. Володар Кубка Лібертадорес.

## Клубна кар'єра
Вітор Александер народився 1999 року в місті Белу-Оризонті, та є вихованцем футбольної школи клубу «Крузейру». У 2018 році футболіст розпочав виступи в основній команді «Крузейру». У цьому ж році Вітіньйо перейшов до бельгійської команди «Серкль», у складі якої грав до 2022 року.
У 2022 році бразильський захисник уклав контракт з англійським клубом «Бернлі», у складі якого грав до 2024 року.
У 2024 році Вітіньйо повернувся на батьківщину до клубу «Ботафогу». У складі команди футболіст у 2024 році став чемпіоном Бразилії та володарем Кубка Лібертадорес.

## Виступи за збірну
Протягом 2016—2019 років Вітіньйо грав у складі молодіжної збірної Бразилії. На молодіжному рівні зіграв у 4 офіційних матчах.

## Титули і досягнення
- Чемпіон Бразилії (1):

«Ботафогу Сан-Паулу»: 2024
- Володар Кубка Лібертадорес (1):

«Ботафогу Сан-Паулу»: 2024